# کوگا ۵۸۷۵
سیارک ۵۸۷۵ (به انگلیسی: 5875 Kuga، نامگذاری:1989XO) پنج هزار و هشتصد و هفتاد و پنجمین سیارک کشف شده‌است که در ۵ دسامبر ۱۹۸۹ کشف شد.
قدر مطلق سیارک برابر ۱۲٫۳۰ است.